# 불소수지
불소수지(弗素樹脂) 또는 플루오로수지(영어: fluoropolymer)는 플루오린(불소)을 포함한 올레핀을 중합시켜 얻어진 합성수지의 총칭이다. 내열성, 내약품성의 우수성이나 마찰계수가 작은 것이 특징이다. 그중에서도 가장 많이 생산되고있는 불소수지는 폴리테트라플루오로에틸렌(4플루오르화수지)이다.
또한, 불소고무는 부분불소수지 또는 불소수지의 공중합체(共重合体)를 폼으로 가공시킨 것이다. "테프론®(Teflon®)"은 듀퐁사의 불화수지나 그 가공제품상표이다.

## 특징
화학약품에 견디는 내구력이나 전기절연성이 높고, 표면의 마찰계수가 기존물질로서는 가장 낮고 고온에도 안정된 불연성을 위해 엔지니어링플라스틱으로서 이용되고 있다. 듀퐁사의 폴리테트라플루오로에틸렌은 플루오린을 연구한 로이프란켓 박사에 의해 1938년에 플루오린의 중합반응으로 발명되었다.
폴리테트라플루오로에틸렌은 미국에서 제2차 세계 대전 중 맨해튼 프로젝트의 우라늄235농축공정에 플루오린이나 플루오린화 수소산에 견디는 라이닝 소재로서 개발되어, 전쟁 후 공업화되었다. 프라이팬이나 금속의 타는 것을 방지하거나 이형제로서 일회용품으로도 사용된다.
최근에 개발된 폴리테트라플루오로에틸렌(PTFE)은 260°C에 내열성을 가지지만, 열가소성이 없고 가공성이 나쁜 소재이다. 가압성형소성법, 압출성형법에 따라 제작한다.
성형성을 높이기위해, 완전 플루오린화시킨 폴리테트라플루오로에틸렌의 플루오린기는 일부를 수소 또는 염소로 치환해, 올레핀으로서 클로로트리플루오로에틸렌(CTFE)수지나 불화비닐리덴수지(PVDF) 등이 개발되었다. 이들 수지는 내열성으로는 폴리테트라플루오로에틸렌보다 떨어지는 것으로 가공성은 높고, 압축, 압출, 사출, 성형이 가능한 소재이다.
금속부품의 분체정전코팅을 하거나 에폭시 수지와 함께 시트상에서 가공되어, 금속제 또는 비금속성 컨테이너에 내장되어 사용하기도 한다.

## 분류

### 완전 불화수지
폴리테트라플루오로에틸렌(4불화수지, 약호: PTFE)

### 부분 불화수지
폴리클로로트리플루오르에틸렌(3불화수지, 약호: PCTFE, CTFE)
폴리불화비닐리덴(약호: PVDF)
폴리불화비닐(약호: PVF)

### 불화수지공중합체
퍼플루오르알콕시 불소수지(약호:PFA)
4불화 에틸렌-6불화프로필렌 공중합체(약호:FEP)
에틸렌 4불화에틸렌 공중합체(약호:ETFE)
에틸렌 클로로트리플루오르에틸렌공중합체(약호:ECTFE)

## 상표
- 테프론®(Teflon®) - 듀퐁사의 불화수지류（PTFE, PFA, FEP）의 상표
- 테프젤®(Tefzel®) - 듀퐁사의ETFE의 상표
- 칼레츠®(Kalrez®) - 듀퐁사의FFKM의 상표
- 바이톤®(Viton®) - 듀퐁사의 불소고무류（FPM / FKM）의 상표
- 테들러®(Tedlar®) - 듀퐁사의PVF의 상표
- 폴리프론™(Polyflon™) - ダイキン工業의PTFE의 상표
- 네오프론™(Neoflon™) - ダイキン工業의PFA,FEP,CTFE,ETFE의 상표
- 다이엘™(Daiel™) - ダイキン工業의 불소고무류의 상표
- 뎀넘™(Demnum™) - ダイキン工業의 불소오일류의 상표
- 플루온®(Fluron®) - 旭硝子社의PTFE・PFA・ETFE의 상표
- 헤일라®(Halar®) - Solvay Solexis사의ECTFE의 상표
- 하일라®(Hylar®) - Solvay Solexis사의PVDF의 상표
- 카이나®(Kynar®) - Arkema, Inc.사의PVDF의 상표
- 테크노플론®(Tecnoflon®) - Solvay Solexis사의FFKM의 상표
- 레아프론®(NOK®) - NOK (企業)의PTFE의 상표
- Kel-F® - 3M사의PCTFE의 상표（1995년에 생산중단）